# المجلة الفلكية
المجلة الفلكية (بالإنجليزية: The Astronomical Journal، تُختصر غالبًا إلى AJ في الأوراق العلمية وفي المراجع)‏ هي مجلة علمية شهرية مقيمة وواحدة من المجلات الرائدة في علم الفلك في العالم تملكها الجمعية الفلكية الأمريكية وتصدر حاليا من قبل IOP Publishing..
تنشر المجلة الفلكية البحوث الفلكية الأصلية، مع التركيز على النتائج العلمية الهامة المستمدة من عمليات الرصد، بما في ذلك أوصاف البيانات، والدراسات الاستقصائية وتقنيات التحليل والتفسير الفلكي.

## تاريخ
تأسست المجلة في عام 1849 من قبل بنجامين أبثورب غولد. وتوقفت في عام 1861 بسبب الحرب الأهلية الأمريكية، لكنها استؤنفت في عام 1885. بين عامي 1909 و 1941 حررت المجلة في ألباني، نيويورك. وفي عام 1941 رتب المحرر بنيامين بوس نقل المسؤولية عن المجلة إلى الجمعية الفلكية الأمريكية.